# Suleiman Izzet Bey
Suleiman Izzet Bey a fost unul dintre ofițerii armatei Imperiului Otoman din Primul Război Mondial.
A îndeplinit funcția de comandant al Diviziei 15 Infanterie turcă în campania acesteia din România, având gradul de colonel.:p. 185